# Dubai Millennium
Dubai Millennium (1996-2001) était un cheval de course pur-sang anglais. Membre du Hall of Fame des courses britanniques, il appartenait à l'Écurie Godolphin et était entraîné par Saeed bin Suroor. 

## Carrière de courses
Dubai Millennium est né sous le nom de Yaazer, mais dès ses premiers pas à l'entraînement, où il laissa entrevoir un talent hors du commun, il fut rebaptisé par l'animateur de Godolphin, Cheikh Mohammed (sur la suggestion de son premier entraîneur David Loder) qui voyait en lui son principal espoir de remporter la Dubaï World Cup en 2000. Prophétie que le poulain allait effectivement accomplir.    
Dubai Millennium s'est produit dix fois en courses, pour neuf victoires et une seule défaite, dans un Derby d'Epsom dont il était le favori, mais où la distance de 2 400 mètres se révéla nettement trop longue pour ses aptitudes. Il effaça cet échec cette année-là par trois brillantes victoires, dont deux dans les plus grandes épreuves européennes sur le mile : les Queen Elizabeth II Stakes par six longueurs, et le Prix Jacques Le Marois par trois longueurs. Entre-temps, il s'adjuge également le Prix Eugène Adam, sur 2 000 m.
Après avoir passé tout l'hiver au soleil de la péninsule arabique et effectué une rentrée facile sur le sable de l'hippodrome Nad Al Sheba, Dubai Millennium remporte en mars 2000 la Dubaï World Cup, la course à laquelle il avait été destiné dès son plus jeune âge, honorant ainsi son nom. Il survole l'épreuve par six longueurs, record de la piste à la clé, à l'issue d'une démonstration de classe époustouflante, prouvant à qui en doutait encore qu'il est bien le meilleur cheval de la planète sur les distances intermédiaires. Cette fantastique victoire demeure la plus belle démonstration de la brève histoire de la course dubaïote, la plus richement dotée au monde. En juin, à Ascot, il confirme son talent exceptionnel en brillant dans les Prince of Wales's Stakes, par huit longueurs, écœurant le champion-miler français Sendawar. Ce sera sa dernière course : une grave blessure à l'entraînement met un terme prématuré à sa carrière. Le crack se préparait alors à un défi, très rare dans les courses, lancé par son propriétaire à l'entourage de Montjeu, lauréat du Prix de l'Arc de Triomphe 1999 : après que les propriétaires du champion français (l'écurie irlandaise Coolmore) eurent décliné l'offre de se retrouver dans la Breeders' Cup, Cheikh Mohammed s'apprêtait à leur proposer un challenge doté de 6 millions de dollars, sous la forme d'un face à face - mais la jambe brisée de Dubai Millennium en décida autrement.  
Les victoires de Dubai Millennium, toutes acquises de bout en bout, et l'évidence de sa classe phénoménale lui valurent un rating exceptionnel de la part de Timeform : 140, soit l'un des dix plus hauts de l'histoire, et le plus haut depuis Dancing Brave en 1986. Il est admis au Hall of Fame des courses britanniques en 2024.

### Résumé de carrière
| Date         | Hippodrome       | Pays        | Course                         | Statut      | Distance    | Jockey      | Place       | Écart       | Vainqueur ou deuxième |
| 1998, 2 ans  | 1998, 2 ans      | 1998, 2 ans | 1998, 2 ans                    | 1998, 2 ans | 1998, 2 ans | 1998, 2 ans | 1998, 2 ans | 1998, 2 ans | 1998, 2 ans           |
| ------------ | ---------------- | ----------- | ------------------------------ | ----------- | ----------- | ----------- | ----------- | ----------- | --------------------- |
| 28 octobre   | York             | Royaume-Uni | Maiden                         | Class D     | 1 600 m     | L. Dettori  | 1er / 18    | 5           | Tabareeh              |
| 1999, 3 ans  |                  |             |                                |             |             |             |             |             |                       |
| 3 mai        | Doncaster        | Royaume-Uni | Conditions Stakes              | Class C     | 1 600 m     | L. Dettori  | 1er / 4     | 9           | Ettrick               |
| 18 mai       | Goodwood         | Royaume-Uni | Predominate Stakes             | Listed      | 2 000 m     | L. Dettori  | 1er / 6     | 3 ½         | Red Sea               |
| 5 juin       | Epsom            | Royaume-Uni | Derby                          | Gr. 1       | 2 400 m     | L. Dettori  | 9e / 16     |             | Oath                  |
| 18 juillet   | Maisons-Laffitte | France      | Prix Eugène Adam               | Gr. 2       | 2 000 m     | L. Dettori  | 1er / 5     | 3           | State Shinto          |
| 15 août      | Deauville        | France      | Prix Jacques Le Marois         | Gr. 1       | 1 600 m     | L. Dettori  | 1er / 5     | 2 ½         | Slickly               |
| 26 septembre | Ascot            | Royaume-Uni | Queen Elizabeth II Stakes      | Gr. 1       | 1 600 m     | L. Dettori  | 1er / 4     | 6           | Almushtarak           |
| 2000, 4 ans  |                  |             |                                |             |             |             |             |             |                       |
| 2 mars       | Nad Al Sheba     | Dubaï       | Al Maktoum Challenge (Round 3) | Listed      | 2 000 m     | L. Dettori  | 1er / 6     | 4 ½         | Lear Spear            |
| 25 mars      | Nad Al Sheba     | Dubaï       | Dubai World Cup                | Gr. 1       | 2 000 m     | L. Dettori  | 1er / 13    | 6           | Behrens               |
| 21 juin      | Ascot            | Royaume-Uni | Prince of Wales's Stakes       | Gr. 1       | 2 000 m     | J. Bailey   | 1er / 6     | 8           | Sumitas               |

## Au haras
Très attendu au haras, Dubaï Millenium propose ses services à 100 000 £ la saillie. Bien des espoirs sont placés en lui, et les plus prestigieuses poulinières de la planète lui sont promises. Malheureusement, il meurt de la "maladie de l'herbe" (ou dysautonomie équine, une affection neuro-dégénérative) en 2001, pendant sa première et seule année de monte, entrainant la deuxième plus grosse perte de l'histoire des assurances équines britanniques, s'élevant à 30 millions de livres. Dubaï Millenium n'aura eu le temps de saillir que 82 des 100 poulinières qui lui étaient destinées, donnant 57 poulains et pouliches. Son propriétaire racheta à prix d'or quelques-uns de ses plus prometteurs produits, dispersés de par le monde. Parmi eux, le champion Dubawi, qui accrocha à son palmarès trois groupe 1 : les National Stakes, les 2.000 Guinées Irlandaises et le Prix Jacques Le Marois, et devint l'un des étalons les plus prisés au monde, émargeant à 350 000 £ la saillie.

## Origines
Dubai Millennium possédait, comme on dit, "un papier d'étalon". Son père est l'Américain Seeking the Gold (né en 1985), un fils de Mr. Prospector qui se classa 2e de la Breeders' Cup Classic avant de devenir un remarquable reproducteur dont le prix de saillie culmina à 250 000 dollars en 2002. Père d'une quinzaine de lauréats de Groupe 1, et de nombreux vainqueurs dans le monde entier, on lui doit notamment trois lauréats de Breeders' Cup (Flanders, Pleasant Home, Cash Run), Heavenly Prize (meilleure 3 ans américaine en 1994), Jazil (Belmont Stakes) ou encore la Japonaise Seeking The Pearl (Prix Maurice de Gheest, NHK Mile Cup).

Surtout, Dubai Millennium se prévaut de son illustre famille maternelle, puisqu'il descend via sa mère de l'une des plus fameuses poulinières du siècle, Fall Aspen. 

### Pedigree
| Origines de Dubai Millennium (GB), mâle bai né en 1996 | Origines de Dubai Millennium (GB), mâle bai né en 1996 | Origines de Dubai Millennium (GB), mâle bai né en 1996 | Origines de Dubai Millennium (GB), mâle bai né en 1996 |
| ------------------------------------------------------ | ------------------------------------------------------ | ------------------------------------------------------ | ------------------------------------------------------ |
| Père Seeking The Gold                                  | Mr. Prospector                                         | Raise a Native                                         | Native Dancer                                          |
| Père Seeking The Gold                                  | Mr. Prospector                                         | Raise a Native                                         | Raise You                                              |
| Père Seeking The Gold                                  | Mr. Prospector                                         | Gold Digger                                            | Nashua                                                 |
| Père Seeking The Gold                                  | Mr. Prospector                                         | Gold Digger                                            | Sequence                                               |
| Père Seeking The Gold                                  | Con Game                                               | Buckpasser                                             | Tom Fool                                               |
| Père Seeking The Gold                                  | Con Game                                               | Buckpasser                                             | Busanda                                                |
| Père Seeking The Gold                                  | Con Game                                               | Broadway                                               | Hasty Road                                             |
| Père Seeking The Gold                                  | Con Game                                               | Broadway                                               | Flitabout                                              |
| Mère Colorado Dancer                                   | Shareef Dancer                                         | Northern Dancer                                        | Nearctic                                               |
| Mère Colorado Dancer                                   | Shareef Dancer                                         | Northern Dancer                                        | Natalma                                                |
| Mère Colorado Dancer                                   | Shareef Dancer                                         | Sweet Alliance                                         | Sir Ivor                                               |
| Mère Colorado Dancer                                   | Shareef Dancer                                         | Sweet Alliance                                         | Mrs Peterkin                                           |
| Mère Colorado Dancer                                   | Fall Aspen                                             | Pretense                                               | Endeavour II                                           |
| Mère Colorado Dancer                                   | Fall Aspen                                             | Pretense                                               | Imitation                                              |
| Mère Colorado Dancer                                   | Fall Aspen                                             | Change Water                                           | Swaps                                                  |
| Mère Colorado Dancer                                   | Fall Aspen                                             | Change Water                                           | Portage (famille 4-m)                                  |